# Riki Okusa
Riki Okusa (Japans: 大草 りき, Ōkusa Riki, Hiratsuka, 25 november 1999) is een Japans autocoureur.

## Carrière
In 2018 maakte Okusa zijn debuut in het formuleracing in het laatste weekend van de All-Japan F3, waarin hij voor Hanashima Racing reed als vervanger van Kazuto Kotaka. Hij eindigde de races als vijfde en negende en scoorde zo twee kampioenschapspunten, waardoor hij tiende in de eindstand werd. In 2019 nam hij deel aan de Suzuka Circuit Racing School, waarin coureurs streden om een plaats in het opleidingsprogramma van Honda. Hij verloor hierin van Ayumu Iwasa. Tevens werd hij dat jaar kampioen in de ST3-klasse van de Super Taikyu met twee zeges op de Fuji Speedway en Autopolis.
In 2020 reed Okusa voor Zap Speed in een weekend op Fuji van het eerste seizoen van het Formula Regional Japanese Championship (FRJC). In de eerste race werd hij vijfde, voordat hij in de tweede race een podiumfinish behaalde. In de Super Taikyu stapte hij over naar de ST-TCR-klasse, waarin hij met zeges op Fuji en het Okayama International Circuit. In 2021 reed hij in drie weekenden van het FRJC voor Ponos Racing. In de zeven races die hij reed, behaalde hij twee overwinningen en vijf tweede plaatsen. Met 140 punten werd hij derde in het klassement. Verder reed hij in de Japanse Porsche Carrera Cup, waar hij met 144 punten vierde werd.
In 2022 debuteerde Okusa in de GT300-klasse van de Super GT voor het team GAINER, waarin hij een Nissan GT-R Nismo GT3 deelde met Ryuichiro Tomita. Hij won een race op Fuji en werd met 49 punten derde in het kampioenschap. Verder reed hij twee weekenden in het FRJC voor het Sutekina Racing Team en behaalde hier een zege in Fuji, waardoor hij met 63 punten tiende werd.
In 2023 bleef Okusa actief in de GT300-klasse van de Super GT bij GAINER, waar hij met Hironobu Yasuda een nieuwe teamgenoot kreeg. Aan het eind van dat jaar debuteerde hij tevens in de Super Formula bij het team TGM Grand Prix als vervanger van de vertrokken Toshiki Oyu tijdens het laatste weekend op de Suzuka International Racing Course.